# Mitrofan (Badanin)
Mitrofan (světským jménem: Alexej Vasiljevič Badanin; * 27. května 1953, Leningrad) je ruský duchovní Ruské pravoslavné církve, arcibiskup a metropolita murmanský a mončegorský.

## Život
Narodil se 27. května 1953 v Leningradu.
Roku 1976 dokončil Vyšší vojenskou námořnickou velitelskou školu a začal sloužit jako poručík v Severním loďstvu. Od roku 1979 velel několika různým lodím.
Roku 1995 dokončil Námořní akademii N. G. Kuzněcova.
Roku 1997 byl demobilizovám v hodnosti kapitána 2. stupně.
Roku 1998 se stal tiskovým sekretářem biskupa murmanského Symona (Getji) a vedoucím nakladatelství murmanské eparchie. O rok později začal studovat na Pravoslavném bohosloveckém institutu svatého Tichona, který dokončil roku 2005.
Dne 11. června 2000 byl postřižen na monacha a přijal mnišské jméno Mitrofan na počest svatého Mitrofana Konstantinopolského.
Dne 13. června 2000 byl rukopoložen na hierodiakona a 25. června na jeromonacha.
Dne 28. března 2007 byl povýšen na igumena.
Působil jako představený chrámu Zesnutí přesvaté Bohorodice ve vesnici Varzuga, jako blagočinný Těrského okruhu a předseda komise pro kanonizaci svatých murmanské eparchie.
Od roku 2010 je členem Svazu spisovatelů Ruska.
Dne 2. října 2013 jej Svatý synod zvolil biskupem severomorským a umbským.
Dne 1. listopadu 2013 byl oficiálně jmenován biskupem a 24. listopadu proběhla v chrámu Seslání Ducha Svatého v sídle Pěrvomajskoje jeho biskupská chirotonie. Světiteli byli patriarcha moskevský Kirill, metropolita krutický a kolomenský Juvenalij (Pojarkov), metropolita saranský a mordovský Varsonofij (Sudakov), metropolita murmanský a mončegorský Symon (Getja), biskup krasnogorský Irinarch (Grezin), biskup solněčnogorský Sergij (Čašin) a biskup voskresenský Savva (Michejev).
Dne 25. prosince 2014 byl potvrzen ve funkci archimandrity Pečengského monastýru.
Dne 6. června 2018 byl vybrán předsedou Patriarchální komise pro tělesnou kulturu a sport.
Dne 14. července 2018 byl zařazen do Vyšší církevní rady.
Dne 26. února 2019 byl ustanoven metropolitou murmanským a mončegorským, hlavou murmanské metropole.
Dne 17. března 2019 byl povýšen na metropolitu.
Dne 17. července 2020 byl potvrzen ve funkci archimandrity Feodoritov Kolského monastýru Svaté Trojice v Murmansku.